# Эрн (Кальвадос)
Эрн (фр. Ernes) — коммуна во Франции, находится в регионе Нижняя Нормандия. Департамент коммуны — Кальвадос. Входит в состав кантона Морто-Кулибёф. Округ коммуны — Кан.
Код INSEE коммуны — 14245.

## Население
Население коммуны на 2010 год составляло 297 человек.
| 1962 | 1968 | 1975 | 1982 | 1990 | 1999 | 2010 |
| ---- | ---- | ---- | ---- | ---- | ---- | ---- |
| 394  | 395  | 322  | 311  | 266  | 285  | 297  |

## Экономика
В 2010 году среди 185 человек трудоспособного возраста (15—64 лет) 150 были экономически активными, 35 — неактивными (показатель активности — 81,1 %, в 1999 году было 69,4 %). Из 150 активных жителей работали 136 человек (74 мужчины и 62 женщины), безработных было 14 (8 мужчин и 6 женщин). Среди 35 неактивных 8 человек были учениками или студентами, 15 — пенсионерами, 12 были неактивными по другим причинам.